# Félix Sicre
Félix Sicre (1817 - 1871) fue un ajedrecista cubano.

## Palmarés y participaciones destacadas
Fue el primer campeón no oficial de ajedrez de Cuba en  1860, perdiendo el título en 1862 frente a Celso Golmayo Zúpide.
En otras partidas, jugó frente a Paul Morphy durante sus visitas a La Habana en octubre de 1862 y en febrero de 1864, perdiendo ambas.